# Rehling (gmina)
Rehling – gmina w Niemczech, w kraju związkowym Bawaria, w rejencji Szwabia, w regionie Augsburg, w powiecie Aichach-Friedberg.

## Geografia
Gmina Rehling leży nad rzeką Friedberger Ach. Leży ok. 15 km od Aichach.

## Dzielnice
- Au
- Allmering
- Gamling
- Kagering
- Oberach
- Rohrbach
- Rehling
- Sägmühl
- Scherneck
- St. Stephan
- Unterach

## Ciekawe miejsca
- Zamek Scherneck i przyzamkowa kaplica pw. św. Macieja i Jerzego (St. Matthias und Georg)
- Kościół parafialny pw. św. Wita i Katarzyny (St. Vitus und Katharina)
- Kościół pw. św. Wolfganga (St. Wolfgang) w Unterach
- Kościół pw. św. Mikołaja (St. Nikolaus) w Au
- Pomnik Przyrody Taglilienfeld w St. Stephan (pol. pole liliowców)

## Zabytki
| Miejscowość   | Adres                                   | Polska nazwa                                | Niemiecka nazwa                                     | Nr Zabytku   | Obraz |
| ------------- | --------------------------------------- | ------------------------------------------- | --------------------------------------------------- | ------------ | ----- |
| Allmering     | Allmering 6                             | Kaplica Serca Jezusowego                    | Katholische Kapelle Herz Jesu                       | D-7-71-158-2 |       |
| Au            | Sankt-Nikolaus-Straße 1                 | Kościół filialny św. Mikołaja               | Katholische Filialkirch St. Nikolaus                | D-7-71-158-3 |       |
| Gamling       | Gungstätten, an der Staße nach Aindling | Kaplica Mariacka                            | Katholische Marienkapelle                           | D-7-71-158-4 |       |
| Rehling       | Hauptstraße 3                           | Kościół parafialny św. Wita i św. Katarzyny | Katholische Pfarrkirche St. Vitus und St. Katharina | D-7-71-158-1 |       |
| Rohrbach      | Rohrbach 1a                             | Zagroda wiejska                             | Bauerhof                                            | D-7-71-158-5 |       |
| Rohrbach      | Rohrbacher Feld                         | Kaplica Matki Bożej Nieustającej Pomocy     | Katholische Kapelle Maria Hilf                      | D-7-71-158-6 |       |
| Sankt Stephan | Lechauenstraße 13                       | Kaplica św. Stefana                         | Katholische Kapelle St. Stephan                     | D-7-71-158-7 |       |
| Scherneck     | Scherneck 1, 2                          | Zamek Schernech                             | Schloss Scherneck                                   | D-7-71-158-8 |       |
| Unterach      | Unterach 18                             | Kościół filialny św. Wolfganga              | Katholische Filialkirche St. Wolfgang               | D-7-71-158-9 |       |

## Polityka
Wójtem gminy jest Alfred Rappel, rada gminy składa się z 14 osób.
|      | CSU | Bürger für Rehling | Razem |
| ---- | --- | ------------------ | ----- |
| 2008 | 6   | 8                  | 14    |
| 2002 | 8   | 6                  | 14    |